# Diego Rivera
Diego María de la Concepción Juan Nepomuceno Estanislao de la Rivera y Barrientos Acosta y Rodríguez (n. 8 decembrie 1886, Guanajuato, Guanajuato – d. 24 noiembrie 1957, Ciudad de Mexico) a fost un pictor mexican, un comunist activist și soțul pictoriței Frida Kahlo (între 1929–1939 și 1940–1954).
Stilul simplu și coloritul viu al lucrărilor sale au fost mult influențate de arta și cultura aztecă, de frescele Renașterii italiene, precum și de întâlnirea cu Picasso; din combinația cărora a rezultat un stil personal inconfundabil.
Deși mai mult un bolșevic decât un comunist înrăit, Rivera și-a arătat constant angajamentul față de cauza socialistă și comunistă prin modul de realizare al propriilor sale picturi murale, prin prietenia sa apropiată cu Lev Troțki și prin atașamentul față de Partidul Comunist Mexican (din care a fost ulterior dat afară întrucât îl criticase pe Stalin și birocrația sovietică).

## Biografie
Diego Rivera Maria și fratele său geamăn Carlos s-au născut în Guanajuato, la 8 decembrie 1886. Mai puțin de doi ani mai târziu fratele său a murit. Părinții lui Diego au fost Diego Rivera și Maria Barrientos de Rivera. Tatăl său a lucrat ca profesor, editor pentru un ziar și inspector de sănătate. Mama lui a fost medic.

## Biografie artistică
Diego a început să deseneze la vârsta de trei ani. Tatăl său i-a construit puțin mai târziu un studio. Copil fiind, Rivera a fost interesat și de trenuri și de mașini și a fost poreclit „inginerul”. Familia lui s-a mutat la Mexico City, Mexic, în 1892.
În 1897 a început să studieze pictura la Academia de Arte Frumoase din Mexico City. Instructorii săi au fost Andrés Ríos, Félix Para (1845-1919), Santiago Rebull (1829-1902), și José María Velasco (1840-1912). Para i-a arătat lui Rivera arta mexicană, care era diferită de arta europeană. Rebull l-a învățat că un desen bun este baza unei picturi bune. Velasco l-a învățat cum să creeze efecte tridimensionale. El a fost, de asemenea, influențat de activitatea lui José Guadalupe Posada (1852-1913), care a produs scene din viața de zi cu zi a mexicanilor, gravate pe metal.
Diego Rivera a studiat pentru o perioadă de cincisprezece ani (1907-1922) în mai multe țări europene (în special în Spania, Franța și Italia), unde a devenit interesat de arta avangardistă.
În 1911, Diego Rivera se mută la Paris. După ce l-a cunoscut pe Picasso, Rivera și-a schimbat orientarea spre cubism, lucrând sub influența lui Juan Gris și George Braque. După ce a studiat frescele renascentiste într-o călătorie în Italia, s-a reîntors în Mexic în 1922 unde a realizat picturi murale ce surprindeau aspecte din viața și istoria oamenilor de acolo.
Rivera și-a arătat angajamentul față de cauza socialistă în propriile picturi murale și a fost unul dintre fondatorii Partidului Comunist Mexican.
Frescele sale pe pereți foarte mari au avut un rol important la înființarea Renașterii Murale mexicane. Între 1922 și 1953, Rivera a executat picturi murale în Mexico City, Chapingo, Cuernavaca, San Francisco, Detroit și New York.
Diego Rivera: „Subiectul este pentru pictor ceea ce șinele sunt pentru locomotivă. Nu poate realiza nimic fără subiect.”

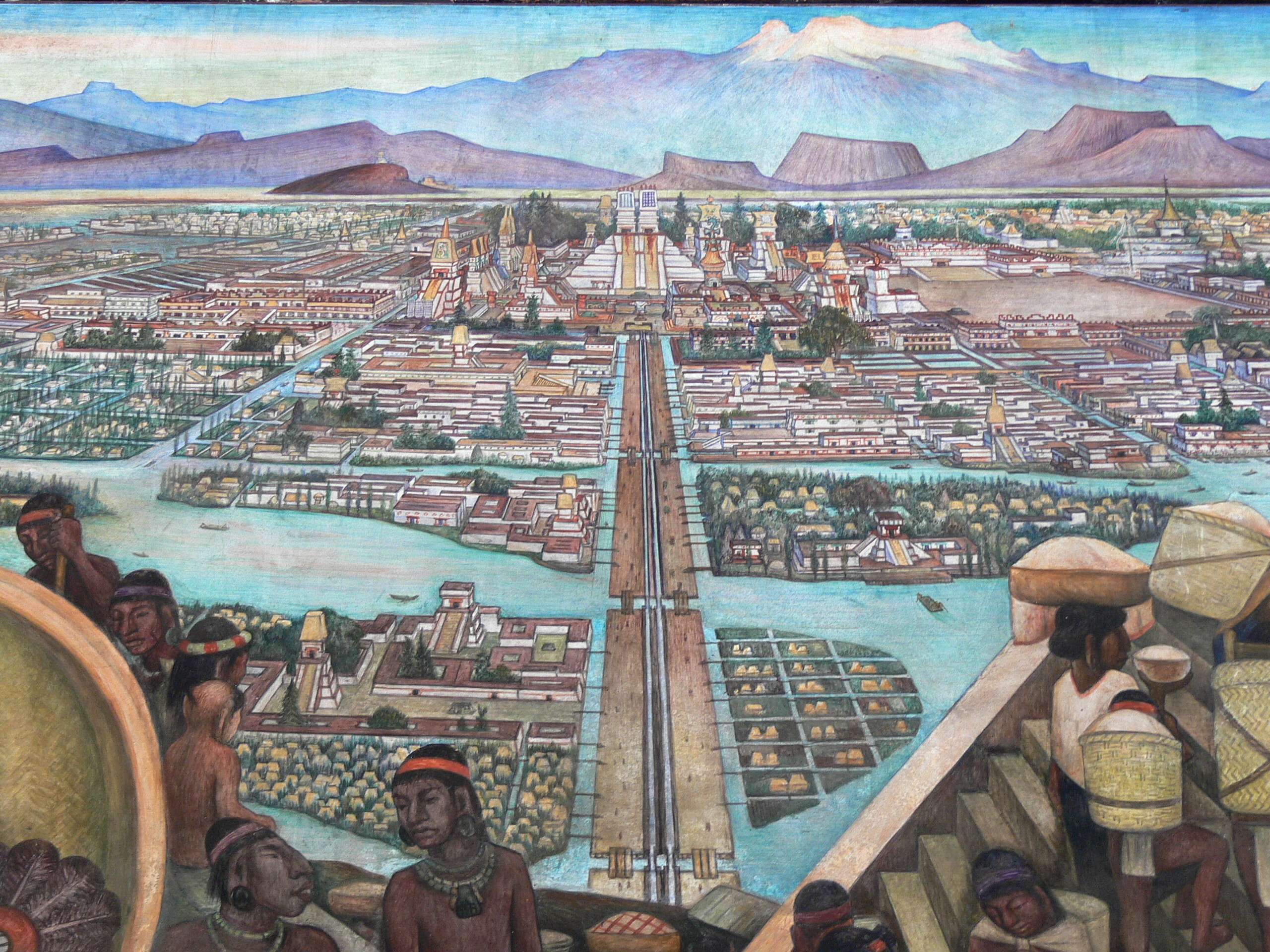
Pictură murală ilustrând orașul aztec Tenochtitlan (Palacio Nacional, Mexico City)
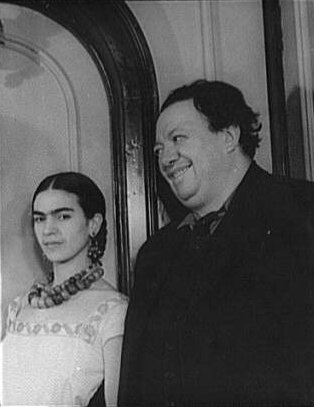
Frida Kahlo și soțul său, Diego Rivera, în 1932